# Gördelvindlingen

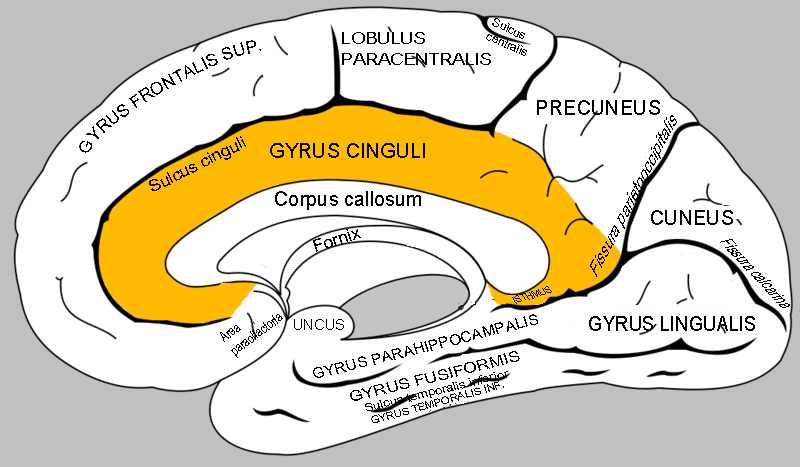
Snitt genom hjärnan i sagittalplan. Gördelvindlingen markerad med gul färg.

Gördelvindlingen, eller gyrus cinguli, är en vindling på hjärnbarken i hjärnans mellersta del. Den är situerad ovanför och i direkt anslutning till hjärnbalken (corpus callosum) och avgränsas uppåt av gördelfåran (sulcus cinguli).
Gördelvindlingen är en del av det limbiska systemet som är engagerat i emotionella processer, inlärning och minne. Den har en central roll i orientering av uppmärksamhet, vid uppfattningen av smärta  och kan ses som en källa för mental och motorisk aktivitet. Gördelvindlingen reglerar emotionella och minnesrelaterade processer och är en viktig struktur i den exekutiva funktionen. Gördelvindlingen har en central roll i kognitiva funktionsnedsättningar. Både strukturella och funktionella förändringar i området har setts vara avgörande för psykiska störningar som schizofreni, depressioner och Alzheimers sjukdom. 

## Struktur

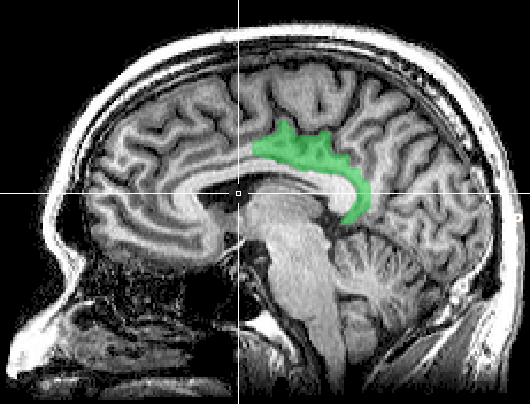
MRI posterior cingulate. Brodmann område 23.

Gördelvindlingens bark är av det utvecklingshistoriskt nyare neokortikala slaget och delas på funktionella grunder in i två huvudzoner, en främre och en bakre. Dessa två områden skiljer sig även åt anatomiskt och motsvarar Brodmann område 23 och 24.

### Bakre gördelvindlingen – Posterior cingulate cortex
Gördelvindlingens bakre område tar emot signaler från limbiska systemet avseende känslor, värdering och motivation och har omfattande förbindelser med amygdala. Området hålls informerat om aktiviteten i hjärnan såsom tankeverksamhet och sinnesintryck, dels direkt via kopplingar till olika kortikala områden som synbarken, parietalloben, frontala kortex, parahippocampala gyrus och temporalloben, dels indirekt via förbindelser med associationskärnorna i thalamus.

### Främre gördelvindlingen – Anterior cingulate cortex

Anterior cingulate gyrus animation. Brodmann område 24.

Främre gördelvindlingen informeras av den bakre gördelvindlingen avseende vad som händer i individens tankevärld och omgivning samt om de grundläggande biologiska tillstånden och behoven. Den har även kopplingar till thalamus och entorinala barken. Området har en nyckelfunktion för att styra uppmärksamheten mot sådant som ter sig särskilt relevant och värt närmare inspektion, tankeverksamhet eller åtgärd. Främre gördelvindlingen spelar även en viktig roll i belönings-baserad inlärning, genom att använda information om vad som ger belöningar, och vad som inte ger belöningar, till grund för beslutsfattande. Dorsal anterior cigulate cortex, eller dorsala främre gördelvindlingen, har en primär roll i emotionella processer och är aktiv inom en mängd kognitiva funktioner såsom konflikthantering, bedömning av förväntat värde, registrering av negativ överraskning och felbedömning. Människans uppfattning av smärta delas upp i separata neurala system där främre gördelvindlingen är central för den emotionella uppfattningen av smärta, medan andra områden som posterior insulära kortex är essentiella för de somatosensoriska komponenterna av smärta. Den främre gördelvindlingen är central för den affektiva responsen av fysisk smärta och är involverad i upptäckt och tolkning av social smärta såsom hot, avvisning, exkludering, förlust och negativ utvärdering av andra. Den främre gördelvindlingen är särskilt aktiv då individen tänker negativa tankar om sig själv. I försök med möss har man sett att stimulering av främre gördelvindlingen ger upphov till ångest och depressionsliknande tillstånd.

## Skillnader kopplat till personlighet
fMRI-studier (funktionell magnetresonanstomografi) har påvisat kopplingar mellan personlighet och aktivering av hjärnstrukturer vid presentation av emotionellt positivt eller negativt material. Individer med extrovert personlighet hade en högre aktivitet i främre gördelvindlingen vid positivt stimuli än individer med introvert personlighet. I en annan studie visade individer som klassades högt för neuroticism, en högre aktivitet i både främre gördelvindlingen och amygdala vid presentation av stimuli designat att väcka emotionell konflikt.

## Funktionell konnektivitet
Genom att det är flera olika förbindelser aktiverar gördelvindlingen autonoma, perceptuella, kognitiva och motoriska system genom att orientera dess uppmärksamhet och reglera dess svarsbenägenhet. I studier har man sett att människan kan ställa om sin funktionella konnektivitet (dvs. maktbalans mellan hjärnsystem) genom kognitionen. Exempelvis har man sett att en individ upplever ett icke smärtsamt stimuli som smärtsamt om individen förväntar sig smärta och att detta korrelerar med en ökad aktivitet i gördelvindlingen. Ett annat exempel är att man genom fMRI-studier registrerat förändrad funktionell konnektivitet till främre gördelvindlingen hos före detta militärer jämfört med en kontrollgrupp. Bakre gördelvindlingen tros vara det strukturella och funktionella centralområdet i ett nätverk som kallas the default mode network. The default mode network spelar en central roll i kognitiva funktioner som internt genererade tankeprocesser, episodiskt minne och uppmärksamhet och består förutom den bakre gördelvindlingen av mediala prefrontal kortex, mediala temporalloberna, dorsolaterala prefrontalkortex och inferiala parietalloberna. Förändringar i den funktionella konnektiviteten i the default mode network har rapporterats i en mängd olika psykiska funktionshinder såsom schizofreni, ångeststörningar, social fobi och depression.

## Förändrad funktion, skador och sjukdomar
fMRI-studier tyder på att bakre gördelvindlingen har en central roll i kognitiva funktionsnedsättningar. Man har även sett både funktionella och strukturella förändringar i främre gördelvindlingen hos barn med disruptive behavior disorders (trotssyndrom (ODD) och uppförandestörning (CD)). Bilaterala skador i gördelvindlingen leder till att den drabbade blir passiv och helt orörlig, saknar vilja och upphör att både tänka och känna. Ett tillstånd som karaktäriseras av total psykisk och motorisk stiltje.

### Schizofreni
Forskning visar att det finns kopplingar mellan schizofreni och fysiologiska och funktionella förändringar hos gördelvindlingen. 
Man har hos schizofrenipatienter sett förändringar av gördelvindlingens storlek, exempelvis har en fMRI-studie visat kopplingar mellan schizofreni och en minskad densitet på upp till 30% i de ickepyramidala cellerna i främre gördelvindlingen. Hos patienter med schizofreni ser man kognitiva problem som problem med arbetsminne, beslutstagande, målinriktat beteende och emotionsbearbetning. I fMRI-studier har man kunnat visa en förändring i konnektiviteten hos den bakre gördelvindlingen och mediala prefrontalkortex under arbetsminnestest hos dessa patienter jämfört med en kontrollgrupp.

### Depression
fMRI-studier har visat att det finns både funktionella och strukturella förändringar i den främre gördelvindlingen hos patienter som lider av egentlig depression. En funktionell förändring som upptäckts är en starkt ökad aktivitet i främre gördelvindlingen, vilket beror på en oförmåga att reglera ner främre gördelvindlingen funktion. Överaktiviteten har observerats både vid nedstämdhet och vid klinisk depression. Antidepressiv behandling reducerar aktiviteten och man har därav dragit slutsatsen att överaktiveringen är tillståndsberoende och inte en genetisk förändring. Det är dessa fynd som har lett till slutsatsen att man kan använda behandlingsformen deep brain stimulering (permanent elektrostimulering) av gördelvindlingen för patienter med allvarlig och behandlings-resistent depression. Enligt en metastudie från 2014 har detta visat gott resultat på kort tid, med bäst effekt de första sex månaderna under behandling, men resultat på längre sikt saknas ännu. En strukturell förändring som observerats hos deprimerade patienter är bilaterala minskningar i volymen hos främre gördelvindlingen samt i orbifrontala kortes. Främre gördelvindlingen är central för depression orsakad av kronisk smärta. Geriatrisk depression är en av de vanligaste psykologiska funktionshindren hos äldre. Det har det visat sig finnas en koppling mellan geriatrisk depression och förminskad kognitiv funktion, främst som försämrat episodiskt minne och exekutiv funktion. I longitudinella studier har man sett att de kognitiva försämringarna över tid korrelerar med en förändrad funktionell konnektivtet mellan den bakre gördelvindlingen och cerebellum, parahippocampala gyrus och supramarginala gyrus.

### Alzheimers sjukdom
Alzheimers sjukdom karaktäriseras av kraftiga försämringar i kognition och förändringar i personlighet. Sjukdomsbilden har stora individuella skillnader men något som förenar dem är en drastisk minskning av antalet synapser i hjärnan. Gördelvindlingen, både främre och bakre zonen, är en av de strukturer som drabbas mycket tidigt under sjukdomens utveckling. I studier har man kunnat påvisa en förändring i glukos-metabolismen i bakre gördelvindlingen hos patienter i ett mycket tidigt skede av Alzheimer, innan sjukdomen kunnat diagnostiseras kliniskt. Hos Alzheimers patienter är det mycket vanligt med bilaterala skador i gördelvindlingarna vilket i sjukdomens slutskede kan göra att man drabbas av akinetisk mutism, vilket innebär stumhet och total avsaknad av viljestyrd motorik. Det kan slutligen leda till att förmågan att tänka, känna och vilja försvinner.